# Lomo saltado
Il lomo saltado è un antico piatto tipico della cucina peruviana, molto diffuso a partire dalla metà del XIX secolo, epoca dell'inizio dell'influenza cinese in Perù.
È una miscela di cucina criolla e orientale. L'influenza orientale si riconosce dalla tecnica di cottura in pentola ad alte temperature, oggi conosciuta in Perù come salteado. La sinergia delle due gastronomie millenarie conferisce a questo piatto un perfetto equilibrio dei suoi sapori e aromi.
È un piatto tipico unicamente del Perù ed è uno dei più consumati in questo paese.
Si tratta di un piatto unico a base di carne di manzo (il termine spagnolo lomo indica il taglio che in Italia si chiama nodino o carré) tagliata a striscioline e saltata in padella assieme a cipolle e peperoni. Viene spesso usato il peperoncino giallo peruviano. Viene servito generalmente con riso scondito o patate.
Il lomo saltado si trova in tutti i menu dei ristoranti peruviani, nelle città medio-grandi del mondo.